# Viaduc de Mornas
Le viaduc de Mornas – ou viaduc de Vénéjan-Mornas – est un pont ferroviaire français franchissant le Rhône entre Vénéjan et Mornas, respectivement dans le Gard et le Vaucluse. Long de 887 mètres, ce pont bow-string, construit en acier, livré en 1999 et mis en service en 2001, porte la LGV Méditerranée.